# Социнианство
Социниа́нство, или антитринитарное учение социниан, получило своё название по имени Фауста Паоло Социна. Оно представляет дальнейшее рационалистическое движение в протестантской богословской науке. Возникло и было распространено в Речи Посполитой. Рассматривается как разновидность унитарианства.

## Учение социниан
Социниане в основание своего учения кладут только Священное Писание, учат, что оно написано по внушению Св. Духа и вполне признают его авторитет, но лишь поскольку оно не противоречит человеческому разуму и пониманию. Впрочем, на Ветхий Завет они смотрят с некоторым пренебрежением, так как говорят, что все необходимое для спасения человека находится в Новом Завете. Социниане отрицают первородный грех, а также наклонность человека только ко злу: он свободен поступать дурно или хорошо. Если бы человек вследствие грехопадения Адама был склонен лишь к дурным деяниям, то это не составляло бы греха, учат социниане, так как в таком случае он поступал бы дурно не по своей вине. В связи с этим находится и учение социниан об искуплении. Иисус Христос явился затем, чтобы примирить не Бога с людьми, а людей с Богом. Он умер крестной смертью, чтобы своей смертью запечатлеть истину проповедуемого Им учения, а никак не с целью искупить первородный грех и умилостивить гнев Божий. Своей жизнью и учением Иисус Христос указал путь к спасению. Кто будет идти этой дорогой, будет спасен и достигнет жизни вечной. В этом указании пути к спасению, по мнению социниан, вся заслуга Иисуса Христа. Догмат Св. Троицы они отвергали и считали Иисуса Христа истинным, настоящим человеком, но одаренным Божественными свойствами. Они верили в непорочное зачатие Иисуса Христа, но учили, что если бы Он по своей природе не был бы человеком, то не смог бы служить людям примером, и Воскресение Его из мертвых не было бы знамением такого же воскресения рода человеческого. Тем не менее, учили социниане, Он настолько превосходит людей своей святостью и Бог даровал Ему такую Божественную силу, что Иисусу Христу надлежит поклоняться как Богу. Социниане вели энергичную борьбу с теми антитринитарными сектами, которые отвергали Божеское поклонение Иисусу Христу. На Св. Дух социниане смотрели только как на Божественную силу. Относительно воскресения из мертвых они учили, что оно будет духовное и тела в нем участия не примут. На таинство причащения они смотрели как на внешний обряд, напоминающий о смерти Иисуса Христа. Крещение детей они также допускали как древний обряд, но необходимости его не признавали.

## Церковная организация
Церковная организация социниан сильно напоминает кальвинистскую. На пасторах, избиравшихся синодом, лежала обязанность проповедовать слово Божие. Внутренними же делами социнианской общины и нуждами её ведали сеньоры (старейшины) и диаконы, избиравшиеся самой общиной. Права вмешательства государства в дела церкви социниане не признавали. Они требовали полной веротерпимости. Однако в делах светских они стояли за беспрекословное подчинение правительственной власти. Социниане обращали особенно много внимания на распространение просвещения и заботились об устройстве школ. Из их среды вышло не только много богословских писателей, но и много ученых. Катехизис социниан вышел в 1605 на польском языке в Ракове, отчего он был известен под именем раковского катехизиса. В 1609 вышел латинский перевод его. Труды наиболее выдающихся социниан — Фауста Социна, Крелля, Шлихтинга и других — собраны в т. н. «Biblotheca Fratrum Polonorum», первые 8 томов которой появились в Irenopoli (Амстердам) post annum Domini [после Р. Хр. З в 1656, а девятый в Eleutheropoli (Амстердам) в 1692.

## Распространение в Речи Посполитой
Социнианство получило наибольшее распространение и появилась ранее, нежели в других странах, в Речи Посполитой — конфедерации Королевства Польского и Великого княжества Литовского. Главным центром социнианства был город Раков. Здесь в 1602 году была устроена школа, в которой училось до 1000 юношей различных вероисповеданий. Была тут и типография. В Вильне, Новогрудке, Любче и во многих других городах, а также имениях шляхты были общины социниан. К последователям этой секты принадлежали члены таких знатных литовских фамилий, например, Ян Кишка, каштелян виленский (ум. в 1592). Среди известных социниан Великого княжества Литовского был Ян Лициний Намысловский, некоторое время возглавлявший новогрудскую общину, но позже исключённый за атеизм. На Волыни к социнианам принадлежали роды Чапличей, Гойских, Сенют, а в киевском воеводстве Немиричи. Даже князь Константин Острожский покровительствовал социнианам. Повсюду в имениях последователей их учения были устроены образцовые школы.
Вторым важным центром социнианства был город Шмигель. Распространялось оно и в Королевской Пруссии. Когда в Данциге социниан стало преследовать лютеранское городское управление, то они нашли радушный приют в некоторых имениях польской шляхты в этом крае.
Вследствие охватившей Речь Посполитую с конца XVI века католической реакции положение социан сделалось очень тяжелым. Уже в 1627 году их община в Люблине подверглась полному разгрому. В 1638 году были закрыты молитвенный дом, типография и академия в Ракове. В 1644 году последовало распоряжение о закрытии молитвенных домов и школ социниан в местечке Кисилине и деревне Вереске (на Волыни), принадлежавших Ю. Чашичу. Четырнадцать лет спустя, под предлогом изменнических сношений социниан со шведами во время войны Карла X Густава с Речью Посполитой, решено было совершенно изгнать их из страны. В 1658 году последовало постановление сейма об этом, и социнианам давалось три года на устройство своих дел. Но уже год спустя сейм сократил срок и постановил, что 10 июля 1660 года должно быть последним днём пребывания социниан в Речи Посполитой. Часть их двинулась в Трансильванию, а другая в Силезию, Бранденбург и Пруссию.
В Трансильвании изгнанники встретили своих единоверцев и смогли устроиться без особых затруднений. Социнианство совершенно вытеснило в Трансильвании другие антитринитарные секты и распространялось здесь довольно успешно. Последователи этого учения стали потом известны под именем унитариев.

## Распространение в Германии
В Германии социнианство распространилось, главным образом, из Альтдорфа, где профессором физики и медицины в самом конце 16 в. был Эрнст Зонер (Ernst Soner), родом из Нюрнберга. Так как в Германии в это время господствовала крайняя религиозная нетерпимость, то Зонер пропагандировал свои взгляды среди своих слушателей тайно, так что о его настоящих религиозных убеждениях стало известно в городе лишь после его смерти, последовавшей в 1612. Тогда немедленно были приняты меры к искоренению социнианства в Альтдорфе.
Из последователей Зонера особенную известность получили Иоанн Креллий и Мартин Руар, которые поселились в Польше. Но и многие другие немецкие социниане, вследствие гонений на них в Германии, переселялись в Польшу, как, например, Кристофор Остородт, Иоанн Фолькелий и Валентин Шмальц, который перешел в эту секту под влиянием поляка Андрея Войдовского, встретившись с ним в Страсбурге. Все вышеупомянутые лица принадлежали к числу наиболее замечательных писателей своей секты. Со второй половины XVII в. представителями социнианства в Германии были, главным образом, поляки. Более всего было их общин в Пруссии, где они окончательно исчезли только в начале XIX в. Проникло социнианство и в Голландию, где, быть может, для его распространения почву несколько подготовило арминианство. Поляки, посещавшие Лейденский университет, немало способствовали пропаганде этого учения.

## Англия
Только к началу 1630-х годов социнианство привлекло внимание на острове. Социнианские труды использовал Уильям Чиллингворт, критикуя роль церкви в толковании Писания. После Английской революции, когда среди меньшинства роялистов наблюдался интерес к идеям социнианства, впоследствии его влияние выявляется в дебатах о Троице в 1640-х и 1650-х годах. Влияние социнианских идей испытали английские антитринитарии Paul Best и John Biddle (Unitarian).

## Дальнейшее развитие движения
В 1653 был издан строгий эдикт против социниан, но несмотря на это, их движение не только продолжало существовать в Голландии, но в Амстердаме, главным образом, печатались их сочинения и оттуда распространялись по всей Европе. В Англию социнианство проникло в начале XVII века. Польские социниане посвятили даже латинский перевод раковского катехизиса, вышедшего в 1609, королю Якову I, правда, без всякого успеха, так как он был сожжен в Лондоне в 1614 рукой палача. Однако социнианские сочинения стали постепенно находить читателей в Англии, несмотря на преследования за это. В 1651 появился в английском переводе раковский катехизис, а два года спустя уже целый ряд других социнианских сочинений. Наиболее содействовал распространению этих переводов и учения социниан Джон Бидл (Biddle). С 1644 в Лондоне начали происходить тайные собрания сочувствующих этому учению. Несмотря на гонения, социнианство пустило корни в Англии, и унитарии имели здесь много общин.